# Requiem dla snu (powieść)
Requiem dla snu (ang. Requiem for a Dream) – powieść amerykańskiego pisarza Huberta Selby’ego. Pierwsze wydanie powieści przez autora zostało opublikowane w 1978 roku.

## Fabuła
Jest to opowieść o bohaterach, którzy za wszelką cenę pragną spełnić swoje marzenia. Harry, Marion i Tyrone to młodzi Amerykanie, którzy w pogoni za szczęściem sięgają po narkotyki. Ich szara, monotonna rzeczywistość ulega zmianie, gdy młodzi ludzie decydują się na handel narkotykami. W podobnej sytuacji znajduje się matka Harry'ego – Sara, która chcąc wziąć udział w ulubionym programie telewizyjnym, uzależnia się od tabletek odchudzających. Nikt nie ma pojęcia, że takie postępowanie doprowadzi bohaterów do życiowej tragedii.

## Ekranizacje
- Requiem dla snu – film z 2000 roku.

## Inspiracje w kulturze i sztuce
W 2024 roku w krakowskim Teatrze BARAKAH powstała sztuka teatralna pt. Requiem dla snów według scenariusza Anieli Płudowskiej w reżyserii Michała Nowickiego. Spektakl powstał na podstawie dramatu Anieli Płudowskiej pt. Głodni, który jest inspirowany Requiem dla snu Huberta Selby’ego, Heroiną Tomasza Piątka oraz Requiem dla snu Darrena Aronofsky’ego. 